# Flakamon
Flakamon är ett naturreservat i Sundsvalls kommun i Västernorrlands län.
Området är naturskyddat sedan 2012 och är 15 hektar stort. Reservatet består av gammal tall- och granskog med en mindre myr i  norr.